# Aitor Hernández
Aitor Hernández Gutiérrez (Ermua, 24 gennaio 1982) è un ciclocrossista ed ex ciclista su strada spagnolo, di origine basca. Professionista dal 2004, dopo la fine del contratto con l'Euskaltel nel 2010, è passato al ciclocross.

## Carriera
Passa professionista nel 2004 con il Team LPR, e nel 2006 si trasferisce alla Euskaltel-Euskadi. Buono scalatore, nei sette anni di attività non ottiene vittorie, ma partecipa a tutti e tre i grandi Giri e vince la classifica scalatori alla Vuelta al País Vasco 2007.
A fine 2010 lascia la strada per dedicarsi al ciclocross. In questa specialità vince due titoli nazionali, nel 2013 e nel 2015, e partecipa più volte ai Campionati del mondo, ottenendo come miglior piazzamento il 23º posto nel 2013 a Louisville.

## Palmarès

### Cross
- 2012-2013

Ciclocross Karrantza (Karrantza Harana)
Ziklokross Igorre (Igorre)
Ciclocross Internacional Ciudad de Valencia (Valencia)
Campionati spagnoli
Gran Premio Ayuntamiento de Ispáster (Ispaster)
- 2013-2014

MMR Cxperiencie-Trofeo Federación (Oviedo)
Ciclocross Llanes (Lanes)
Ciclocross Medina de Pomar (Medina de Pomar)
Ciclocross Villarcayo (Villarcayo)
Ziklokross Laudio (Llodio)
Trofeo Ayuntamiento (Muskiz)
Ciclocross Arbulo (Arbulo)
Ciclocross Treto (Treto)
Ciclocross Bérriz (Bérriz)
Ciclocross Navia (Navia)
Ciclocross Puente Viesgo (Puente Viesgo)
Ciclocross Almussafes (Almussafes)
Campionato basco di ciclocross
Ciclocross Karrantza (Karrantza Harana)
Ziklokross Igorre (Igorre)
Ciclocross Internacional Ciudad de Valencia (Valencia)
- 2014-2015

MMR Cxperiencie-Trofeo Federación (Oviedo)
Ciclocross Medina de Pomar (Medina de Pomar)
Ciclocross Karrantza (Karrantza Harana)
Ziklokross Laudio (Llodio)
Trofeo Ayuntamiento (Muskiz)
Trofeo San Andrés (Ametzaga de Zuia)
Elorrioko Ziklokrosa Basqueland (Elorrio)
Ciclocross Arbulo (Arbulo)
Ciclocross Colindres (Colindres)
Ciclocross Navia (Navia)
Campeonato de Vizcaya (Lezama)
Ciclocross Asteasu (Asteasu)
Ziklokross Igorre (Igorre)
Ciclocross Internacional Ciudad de Valencia (Valencia)
Campionati spagnoli
- 2015-2016

Ciclocross Karrantza (Karrantza Harana)
Ciclocross Orduña (Orduña) :Ciclocross Medina de Pomar (Medina de Pomar)
Ciclocross Villarcayo (Villarcayo)
Ciclocross Abadiño (Abadiño)
Ziklokross Laudio (Llodio)
Trofeo Ayuntamiento (Muskiz)
Trofeo San Andrés (Ametzaga de Zuia)
Campeonato de Vizcaya (Lezama)
Ciclocross Asteasu (Asteasu)
Campeonato de Gipúzkoa-Beasain
Ciclocross Oñati (Oñati)
Campeonato de Euskadi
Ciclocross Ormaiztegi (Ormaiztegi)
- 2016-2017

Ciclocross Joan Soler (Manlleu)
Ciclocross Fresno de Rodilla (Fresno de Rodilla)
Ciclocross La Garriga (La Garriga)
Ciclocross Vic#2 (Vic)
Ciclocross Oñati (Oñati)
Campeonato de Euskadi
- 2017-2018

Ciclocross Los Corrales del Buelna (Los Corrales del Buelna)
Ciclocross Orduña (Orduña)
Ciclocross Beasain (Beasain)
Ciclocross Legazpi (Legazpi)
Ciclocross Berriz (Berriz)
Campeonato de Vizcaya (Lezama)
MMR Cxperiencie-Trofeo Federación (Oviedo)
Pericones-Gijon (Pericones-Gijon)
Campeonato de Euskadi
- 2018-2019

Ciclocross Los Corrales del Buelna (Los Corrales del Buelna)
Ciclocross Orduña (Orduña)
Ciclocross Fresno de Rodilla (Fresno de Rodilla)
Ciclocross Medina de Pomar (Medina de Pomar)
Ciclocross Villarcayo (Villarcayo)
Ciclocross Legazpi (Legazpi)
Campeonato de Alava-Arbulo
Ciclocross Ciudad de Torrelavega (Ciudad de Torrelavega)
Ciclocross Colindres (Colindres)
Campeonato de Vizcaya (Lezama)
Ciclocross Oñati (Oñati)
Ciclocross Iruña-Pamplona (Iruña-Pamplona)
- 2019-2020

Ciclocross Legazpi (Legazpi)
Ciclocross Colindres (Colindres)
Ciclocross Berriz (Berriz)
Ciclocross Arbulo (Arbulo)
Ciclocross Alalpardo (Alalpardo)
Ciclocross Oñati (Oñati)
Ciclocross Iruña-Pamplona (Iruña-Pamplona)
- 2020-2021

Ciclocross El Escorial (El Escorial)
Ciclocross El Escorial#2 (El Escorial)
- 2021-2022

Ciclocross Legazpi (Legazpi)
Ciclocross Iruña-Pamplona (Iruña-Pamplona)
Ciclocross Azkena Bera (Azkena Bera)
- 2022-2023

Ciclocross Medina de Pomar (Medina de Pomar)
Ciclocross Villarcayo (Villarcayo)
Ciclocross Legazpi (Legazpi)
Ciclocross Abadiño (Abadiño)
Ciclocross Urdiain (Urdiain)
- 2023-2024

Ciclocross Iruña-Pamplona (Iruña-Pamplona)
Ciclocross Elorrio (Elorrio)
Ciclocross Zornotza (Zornotza)
Ciclocross Lezama (Lezama)
Ciclocross Gorliz (Gorliz)
Ciclocross Segura (Segura)
Ciclocross Bera (Bera)
- 2024-2025

Ciclocross Orduña (Orduña)
Ciclocross Elorrio (Elorrio)
Ciclocross Zornotza (Zornotza)
Ciclocross Ametzaga de Zuia (Ametzaga de Zuia)
Ciclocross Artika (Artika)
Ciclocross Aiara (Aiara)
Ciclocross Bera (Bera)
Ciclocross Urdiain (Urdiain)

#### Altri successi
- 2014-2015

Copa de España Cross

### Strada

#### Altri successi
- 2000

Classifica generale Bizkaiko Itzulia
2ª tappa Vuelta al Besaya Juniors
3ª tappa Vuelta al Besaya Juniors
- 2001

Classifica generale Trofeo Lehendakari
- 2002

Trofeo Seur - Memorial Jesus Cadena
Insalus Saria
Memorial Sabin Foruria
Premio Elorrio
San Martin Saria
- 2007 (Euskaltel - Euskadi)

Classifica scalatori Vuelta al País Vasco

## Piazzamenti

### Grandi Giri
- Giro d'Italia

2007: non partito (12ª tappa)
- Tour de France

2006: 134º
- Vuelta a España

2007: 81º
2009: 96º

### Classiche monumento
- Milano-Sanremo

2007: 113º
- Liegi-Bastogne-Liegi

2006: ritirato
- Giro di Lombardia

2005: ritirato
2007: ritirato
2008: ritirato
2009: 81º

### Competizioni mondiali
- Campionati del mondo su strada

Plouay 2000 - In linea Juniores: 109º
- Campionati del mondo di ciclocross

Sint-Michielsgestel 2000 - Juniores: 47º
Koksijde 2012 - Elite: 52º
Louisville 2013 - Elite: 23º
Hoogerheide 2014 - Elite: 39º
Tábor 2015 - Elite: 34º
Bieles 2017 - Elite: 48º
Valkenburg 2018 - Elite: 45º